# Горицкая Старица
Горицкая Старица (укр. Горицька Старица) — озеро (старица), расположенное на территории Черниговского района (Черниговская область). Площадь — 0,6 км². Тип общей минерализации — пресное. Происхождение — речное (пойменное). Группа гидрологического режима — сточное.

## География
Длина — 2. Ширина — 0,2 км. Глубина наибольшая — 3 м, глубина уменьшается до 75 см. Озеро используется для отдыха, рыболовства. Озеро образовалось вследствие русловых процессов (изменения меандрированного русла) реки Десна.
Расположено на левом берегу Десны — в 2,5 км от села Горица. Озерная котловина имеет С-образную (вытянутую узкую) форму. Восточные берега низкие, заболоченные, укрыты болотной и луговой растительностью, западные — высокие, сухие, местами поросшие ольхой и ивой.
Водоём у берега зарастает прибрежной растительностью (тростник обыкновенный), а водное зеркало — водной, в том числе редкими видами: ряска малая и сальвиния плавающая.
Питание смешанное. Дно илистое. Прозрачность воды — 1 м. Зимой замерзает.

## Природа
Водятся карась, линь, плотва, окунь, щука, верховодка и прочие. Прибрежная зона служит местом гнездования камышовки, камышница, болотных крачек.